# 1000 lugares que ver antes de morir
1000 lugares que ver antes de morir (del inglés: 1,000 Places to See Before You Die) es un libro de turismo escrito por la periodista estadounidense Patricia Schultz que lista los 1000 puntos turísticos más importantes del Planeta desde el punto de vista de la autora. Tiene 972 páginas que cuentan lugares para visitar en Europa, África, Ásia, Australia, Estados Unidos y Canadá, América Latina y el Caribe. Además da sugerencias de hoteles, reservas naturales, cerros, castillos, festivales, arrecifes, restaurantes, catedrales, islas escondidas, casas de ópera, museos y otros para visitar. El libro obtuvo el 4º lugar en la lista de libros más vendidos del diario New York Times en 2006.
1000 lugares que ver antes de morir se inspiró una serie de televisión con el mismo nombre, transmitida originalmente en 2007 por el Travel Channel. La serie es transmitida en Portugal por el canal Discovery Travel & Living.